# Пожаревско блато
Пожаревското блато е блато, разположено край река Дунав, до село Пожарево, област Силистра.
Площта му е 32,58 ха. Често през лятото пресъхва. Единствено при много влажни години и при високо ниво на река Дунав блатото целогодишно притежава водни площи. При много високо ниво на р. Дунав създава връзка с реката. Отделено е от р. Дунав чрез насип (дига), близо до междуселски път. Оттича се в р. Дунав чрез преливник, състоящ се от аван-камера, тръбен водосток под междуселския път и земен канал. Дълги години блатото е използвано за рибарник.